# إيرنيستو دا كونسيساو سواريس
إيرنيستو دا كونسيساو سواريس (بالبرتغالية: Ernesto da Conceição Soares‏) هو لاعب كرة قدم برتغالي في مركز حراسة المرمى، ولد في 5 أكتوبر 1979 في سيتوبال في البرتغال. شارك مع منتخب الرأس الأخضر لكرة القدم. أما مع النوادي، فقد لعب مع ألفيركا وإشتوريل برايا ونادي بايرنسيه.

## وصلات خارجية
- إيرنيستو دا كونسيساو سواريس على موقع الاتحاد الدولي (مؤرشف)  (الإنجليزية)
- إيرنيستو دا كونسيساو سواريس على موقع قاعدة بيانات كرة القدم.إي يو (الإنجليزية)
- إيرنيستو دا كونسيساو سواريس على موقع ناشيونال فوتبول تيمز (الإنجليزية)